# Zrcadla (film)
Zrcadla (v anglickém originále Mirrors) je koprodukční filmový horor z roku 2008 francouzského režiséra Alexandra Aji. Jedná se o remake staršího jihokorejského hororového snímku z roku 2003 Geoul sokeuro. Na rozdíl od původního jihokorejského filmu jsou Zrcadla realizovány v estetice britských hororů o opuštěných strašidelných sídlech.

## Obsazení
| Kiefer Sutherland | Ben Carson               |
| Paula Pattonová   | Amy Carsonová            |
| Amy Smartová      | Angela „Angie“ Carsonová |
| Cameron Boyce     | Michael „Mikey“ Carson   |
| Arika Gluck       | Daisy Carsonová          |
| Mary Beth Peil    | Anna Essekerová          |
| John Shrapnel     | Lorenzo Sapelli          |
| Jason Flemyng     | detektiv Larry Byrne     |
| Julian Glover     | Robert Esseker           |
| Tim Ahern         | doktor Morris            |
| Josh Cole         | Gary Lewis               |
| Ezra Buzzington   | Terrence Berry           |